# Kenan Kamenjaš
Kenan Kamenjaš (Sarajevo, 17 gennaio 2000) è un cestista bosniaco.

## Carriera
Con la Bosnia ed Erzegovina ha disputato i Campionati europei del 2022.

## Palmarès

### Squadra
- Campionato montenegrino: 3

Budućnost: 2022-2023, 2023-2024, 2024-2025
- Coppa del Montenegro: 2

Budućnost: 2023, 2025
- Coppa di Bosnia ed Erzegovina: 1

Spars Sarajevo: 2020
- Supercoppa ABA Liga: 1

Studentski Centar: 2023

### Individuale
- Quintetto ideale della ABA Liga: 3

Studentski Centar: 2021-2022
Studentski Centar / Budućnost: 2023-2024
Budućnost: 2024-2025
- MVP Supercoppa ABA Liga:1

Studentski Centar: 2023